# Scarchives Vol. 1
Scarchives Vol. 1 es un álbum de Lordi publicado el 3 de septiembre de 2012. Contiene dos trabajos inéditos de Lordi, así como el álbum nunca publicado Bend Over And Pray The Lord y el primer concierto de Lordi en Nosturi, Helsinki en formato DVD, ambos vendidos por internet. Fue remasterizado por Mika Jussila en los estudios Finnvox de Helsinki en 2011.

## Publicación
Scarchives Vol. 1 estaba previsto ser publicado como una gran caja con un CD y una recopilación, pero al final se decidió lanzarlas por separado. La razón de esto es el elevado coste que llevaría comprar la caja entera, por lo que Lordi decidió venderlas por separado.
Las canciones del álbum Bend Over and Pray the Lord son totalmente las originales. Además contiene una canción bonus llamada "Hulking Dynamo" con el productor T.T. Oksala y Mika Jussila masterizando. La portada del álbum está creada por Tomi Putaansuu
El DVD incluye un concierto, además de un comentario de Mr. Lordi en audio, y una galería de fotos inéditas hasta la fecha. El DVD estaba siendo grabado por Tonmi "Otus" Lillman. Por desgracia Lillman falleció antes de la terminación de la grabación La colección solo estuvo en venta a través de internet, y el DVD pedido por correo.

## Problemas en el concierto
Durante el concierto, hubo algunos problemas técnicos, descritos por Mr.Lordi en el comentario de audio del DVD. Kalma rompió una cuerda de su bajo durante la primera canción Get Heavy, como era el primer concierto, Mr Lordi no sabía que decir, así que hubo una gran pausa en silencio entre la primera y la segunda canción en lo que Kalma cambiaba la cuerda, una vez solucionado esto, el concierto continuó. Los contratiempos continuaron, y Lordi empezó a tocar Dynamite Tonite. Mr. Lordi tenía en la mano una dinamita encendida, de la cual saltaban chispas al final de la canción. Sin embargo, dichas chispas salieron al revés de la dinamita porque Lordi la cogió al revés, saliendo las chispas hacia la ingle de Mr. Lordi. En la canción Not The Nicest Guy, en el solo que tocó Amen debería haber salido una lluvia de chispas de la punta de la guitarra. Pero la pirotecnia falló, provocando solo 2 pequeñas chispas que según Mr. Lordi se asemejaban más a un mechero que al efecto que querían conseguir. Tras esto y un incidente en otro concierto en el que casi quema la sala en la que estaban tocando, Lordi despidió al técnico de pirotecnia. No era solo una desgracia más. En el escenario había una doble puerta trasera por la cual entraría Lordi, pero se quedaron fuera. Las puertas se habían quedado atascadas y Lordi tuvo que entrar por una pequeña puerta

## Canciones

### Bend Over and Pray the Lord (CD)
| Edición Estándar |                                                   |          |  |
| N.º              | Título                                            | Duración |  |
| 1.               | «Playing The Devil (Bend Over and Pray the Lord)» | 4:10     |  |
| 2.               | «Cyberundertaker»                                 | 4:35     |  |
| 3.               | «Steamroller»                                     | 4:42     |  |
| 4.               | «Almost Human (Kiss-cover)»                       | 3:14     |  |
| 5.               | «Idol»                                            | 5:12     |  |
| 6.               | «Paint In Blood»                                  | 3:48     |  |
| 7.               | «Death Suits You Fine»                            | 3:55     |  |
| 8.               | «I Am The Leviathan»                              | 3:26     |  |
| 9.               | «Take Me To Your Leader»                          | 4:25     |  |
| 10.              | «Monstermotorhellmachine»                         | 5:13     |  |
| 11.              | «The Dead Are The Family»                         | 3:35     |  |
| 12.              | «White Lightning Moonshine»                       | 5:07     |  |
| 13.              | «With Love And Sledgehammer»                      | 3:59     |  |
| 14.              | «Get Heavy (bonus track)»                         | 3:00     |  |
| 15.              | «Hulking Dynamo (bonus track)»                    | 3:03     |  |
| 1:01:24          |                                                   |          |  |

### Get Heavy – First Gig Ever (DVD)
- Primer concierto de Lordi en Nosturi, Helsinki, el 7 de diciembre de 2002
- Comentario en audio de Mr. Lordi
- Galería inédita spin-offs

## Créditos

### CD
- Mr. Lordi (vocalista)
- Amen (guitarrista)
- G-Stealer (bajista)
- Enary (pianista)
- Magnum (bajista en la canción "Hulking Dynamo" y corista en las canciones 1 y 8)
- Kita (batería en la canción "Hulking Dynamo")
- Jussi Rovanperä (editor)

### DVD
- Mr. Lordi (vocalista)
- Amen (guitarrista)
- Enary (pianista)
- Kalma (bajista)
- Kita (batería)

## Curiosidades
- La canción Steamroller contiene fragmentos de lo que más tarde sería la letra de Who's Your Daddy?, así como el riff de guitarra de My Heaven Is Your Hell.
- La canción Death Suits You Fine contiene varios fragmentos de lo que sería más tarde la letra de "Call Off The Wedding", canción del álbum Babez For Breakfast.
- La canción Paint In Blood contiene la intro de la canción Who's Your Daddy? en varias partes de la canción.